# Echinorhynchus astacifluviatilis
Echinorhynchus astacifluviatilis är en hakmaskart som beskrevs av Diesing 1851. Echinorhynchus astacifluviatilis ingår i släktet Echinorhynchus och familjen Echinorhynchidae. Inga underarter finns listade i Catalogue of Life.